# Тимоти (тауншип, Миннесота)
Тимоти (англ. Timothy) — тауншип в округе Кроу-Уинг, Миннесота, США. На 2000 год его население составило 147 человек.

## География
По данным Бюро переписи населения США площадь тауншипа составляет 92,2 км², из которых 88,4 км² занимает суша, а 3,8 км² — вода (4,13 %).

## Демография
По данным переписи населения 2000 года здесь находились 147 человек, 61 домохозяйство и 43 семьи. Плотность населения —  1,7 чел./км². На территории тауншипа расположено 122 постройки со средней плотностью 1,4 построек на один квадратный километр. Расовый состав населения: 99,32 % белых и 0,68 % азиатов.
Из 61 домохозяйства в 29,5 % воспитывались дети до 18 лет, в 63,9 % проживали супружеские пары, в 3,3 % проживали незамужние женщины и в 29,5 % домохозяйств проживали несемейные люди. 27,9 % домохозяйств состояли из одного человека, при том 13,1 % из — одиноких пожилых людей старше 65 лет. Средний размер домохозяйства — 2,41, а семьи — 2,95 человека.
24,5 % населения — младше 18 лет, 6,1 % — в возрасте от 18 до 24 лет, 25,9 % — от 25 до 44, 30,6 % — от 45 до 64, и 12,9 % — старше 65 лет. Средний возраст — 39 лет. На каждые 100 женщин приходилось 101,4 мужчин. На каждые 100 женщин старше 18 приходилось 101,8 мужчин.
Средний годовой доход домохозяйства составлял 37 273 доллара, а средний годовой доход семьи —  44 375 долларов. Средний доход мужчин —  29 750  долларов, в то время как у женщин — 19 167. Доход на душу населения составил 36 103 доллара. За чертой бедности находились 4,1 % семей и 9,5 % всего населения тауншипа, из которых 18,9 % младше 18 и 7,7 % старше 65 лет.